# FLIP-FLAP (漫画)
『FLIP-FLAP』（フリップフラップ）は、とよ田みのるによる漫画。『月刊アフタヌーン』（講談社）2007年2月号に読み切り版が掲載された後、2008年3月号から2008年6月号まで短期連載された。
ピンボールに燃える青少年たちを描く。読み切り版と連載版では同じゲームセンターを舞台としており、共通して登場しているキャラクターもいるが、主人公は異なる。2008年6月に読み切り版と連載版をまとめた単行本が発売された。

## あらすじ

### 連載版
卒業式の日、同級生の山田華に告白した深町は、彼女から「ピンボールでハイスコアを出したら付き合う」という条件を提示される。彼は山田を狙うライバルたちと共に、謎のハイスコアラー、UFOさんを越えようと努力する。

### 読み切り版
ゲームセンターで出会った少女、振波ヒカルに暴言を吐かれたことで彼女に惚れてしまった大学生の筑波フリオは、彼女に近づくためにピンボールを始める。

## 登場人物
深町
連載版の主人公。自分を「普通」と考えている。控えめな性格。山田に告白したことがキッカケでピンボールを始め、だんだんとその魅力に取り憑かれていく。目と反射神経が良いため、ピンボールの才能があるらしい。"MICHIO"という名前が確認できるが、漢字表記は不明。
山田華
連載版のヒロイン。深町の同級生だが、通っている大学は違う。小学生の頃からピンボールにハマっており、普段は物静かだが、ピンボールに関わることには途端に熱くなる。ピンボールへの思い入れは強く、知識も有るが、腕はいまいち。店長は祖父にあたる。
井森
深町と同じく山田を狙う彼氏候補の一人。飄々とした性格だが、山田と同じくピンボールにかける思いは強い。
店長
ゲームセンター「FLIP-FLAP」の店長。本名不詳。ピンボール歴30年であり、その腕はアメリカの大会で優勝するほど。「〜なのニ」「〜でショ」のように語尾がカタカナで表記される。山田は孫にあたる。
UFOさん
FLIP-FLAPにある「TWILIGHT PLACE」というピンボール台で「31億2367万320点」のハイスコアを保持している人物。正体は一切不明。スコアの登録名から「UFOさん」と呼ばれている。
筑波フリオ
読み切り版の主人公。大学生。振波に暴言を吐かれたことで惚れるなど、ややマゾヒストのきらいがある。振波に近づくためにFLIP-FLAPでバイトを始め、ピンボールを店長から習う。
振波ヒカル
読み切り版のヒロイン。一人称が「俺」であり、言動もやや粗暴。しかしながらピンボールへの思いは本物であり、フリオがピンボールを始めたことでだんだんと打ち解けていく。

## 用語
FLIP-FLAP
舞台となるゲームセンターの名称。「軽く打つ」と訳されている。
PINHEAD EXPO
シカゴで毎年開かれているピンボールの祭典。実在のPinball Expoがモデル。
TWILIGHT PLACE
連載版に登場するピンボール台。UFOという人物が31億2367万320点のハイスコアを保持している。
ATTACK FROM MARS
読み切り版に登場するピンボール台。

## 書誌情報
- とよ田みのる 『FLIP-FLAP』 講談社〈アフタヌーンKC〉、2008年6月23日発売、ISBN 978-4-06-314513-7